# Tiro com arco nos Jogos Olímpicos de Verão de 2012 - Equipes femininas
A competição de equipas femininas do tiro com arco nos Jogos Olímpicos de Verão de 2012 foi realizada entre 27 e 29 de julho no Lord's Cricket Ground, em Londres.

## Medalhistas
|  | KOR Coreia do Sul                    |  | CHN China                      |  | JPN Japão                              |
|  | Lee Sung-jin Ki Bo-bae Choi Hyeon-ju |  | Fang Yuting Cheng Ming Xu Jing |  | Kaori Kawanaka Ren Hayakawa Miki Kanie |

## Formato de competição
As equipes foram ranqueadas de 1º a 12º com base nos resultados na Rodada de classificação dos três membros da equipe. Isso foi usado para os sortear as eliminatórias. Cada membro da equipe dispara 8 flechas em cada partida (um total de 24 flechas por equipe) e a equipe com o maior número de pontos vence o confronto. O vencedor avança para a próxima rodada enquanto o derrotado é eliminado da competição.

## Calendário
Todas as horas conforme a hora local (UTC+1).
| Data                             | Hora        | Fase                    |
| -------------------------------- | ----------- | ----------------------- |
| Sexta-feira, 27 de julho de 2012 | 13:00–15:00 | Rodada de classificação |
| Domingo, 29 de julho de 2012     | 09:00–10:40 | Oitavas de final        |
| Domingo, 29 de julho 2012        | 15:00–16:40 | Quartas de final        |
| Domingo, 29 de julho 2012        | 16:40–17:30 | Semifinais              |
| Sunday, 29 July 2012             | 17:31–18:26 | Finais                  |

## Recordes
Antes desta competição, os recordes mundial e olímpico existentes eram os seguintes:
- 216 flechas na rodada de classificação

| Recorde mundial  | Coreia do Sul Park Sung-hyun, Lee Sung-jin, Yun Mi-jin      | 2030 | Atenas, Grécia | 12 de agosto de 2004 |
| Recorde olímpico | KOR Coreia do Sul Park Sung-hyun, Yun Ok-hee, Joo Hyun-jung | 2004 | Pequim, China  | 9 de agosto de 2008  |

- Jogo de 24 flechas

| Recorde mundial  | Coreia do Sul Park Sung-hyun, Yun Ok-hee, Joo Hyun-jung     | 231 | Pequim, China | 10 de agosto de 2008 |
| Recorde olímpico | KOR Coreia do Sul Park Sung-hyun, Yun Ok-hee, Joo Hyun-jung | 231 | Pequim, China | 10 de agosto de 2008 |

## Resultados

### Rodada de classificação
| Pos. | Equipe             | Atleta                                                | Pontuação | 10s | Xs |
| ---- | ------------------ | ----------------------------------------------------- | --------- | --- | -- |
| 1    | KOR Coreia do Sul  | Lee Sung-jin Ki Bo-bae Choi Hyeon-ju                  | 1993      | 84  | 26 |
| 2    | USA Estados Unidos | Miranda Leek Khatuna Lorig Jennifer Nichols           | 1979      | 83  | 19 |
| 3    | TPE Taipé Chinês   | Le Chien-ying Lin Chia-en Tan Ya-ting                 | 1976      | 76  | 20 |
| 4    | MEX México         | Mariana Avitia Aída Román Alejandra Valencia          | 1974      | 72  | 21 |
| 5    | JPN Japão          | Kaori Kawanaka Ren Hayakawa Miki Kanie                | 1965      | 79  | 23 |
| 6    | RUS Rússia         | Ksenia Perova Kristina Timofeeva Inna Stepanova       | 1962      | 82  | 22 |
| 7    | CHN China          | Fang Yuting Cheng Ming Xu Jing                        | 1946      | 70  | 19 |
| 8    | DEN Dinamarca      | Louise Laursen Maja Jager Carina Christiansen         | 1946      | 65  | 16 |
| 9    | IND Índia          | Bombayala Devi Deepika Kumari Chekrovolu Swuro        | 1938      | 64  | 21 |
| 10   | ITA Itália         | Pia Carmen Lionetti Natalia Valeeva Jessica Tomasi    | 1937      | 68  | 20 |
| 11   | GBR Grã-Bretanha   | Naomi Folkard Amy Oliver Alison Williamson            | 1874      | 50  | 15 |
| 12   | UKR Ucrânia        | Tetyana Dorokhova Kateryna Palekha Lidiia Sichenikova | 1868      | 44  | 15 |

### Eliminatórias
|  | Oitavas de final | Oitavas de final | Oitavas de final  |                    |           | Quartas de final | Quartas de final | Quartas de final |  |   | Semifinais        | Semifinais     | Semifinais        |                |     | Final | Final      | Final |
|  |                  |                  |                   |                    |           |                  |                  |                  |  |   |                   |                |                   |                |     |       |            |       |
|  |                  |                  |                   |                    |           |                  |                  |                  |  |   |                   |                |                   |                |     |       |            |       |
|  |                  | 1                | KOR Coreia do Sul | 206                |           |                  |                  |                  |  |   |                   |                |                   |                |     |       |            |       |
|  |                  |                  |                   | 206                |           |                  |                  |                  |  |   |                   |                |                   |                |     |       |            |       |
|  |                  |                  | 8                 | DEN Dinamarca      | 195       |                  |                  |                  |  |   |                   |                |                   |                |     |       |            |       |
|  | 8                | DEN Dinamarca    | 8                 | DEN Dinamarca      | 195       | 211              |                  |                  |  |   |                   |                |                   |                |     |       |            |       |
|  | 8                | DEN Dinamarca    |                   |                    |           | 211              |                  |                  |  |   |                   |                |                   |                |     |       |            |       |
|  | 9                | IND Índia        | 210               |                    |           |                  |                  |                  |  |   |                   |                |                   |                |     |       |            |       |
|  | 9                | IND Índia        | 210               |                    |           |                  |                  |                  |  | 1 | KOR Coreia do Sul | 221            |                   |                |     |       |            |       |
|  |                  |                  |                   |                    |           |                  |                  |                  |  | 1 | KOR Coreia do Sul | 221            |                   |                |     |       |            |       |
|  |                  | 5                | JPN Japão         | 206                |           |                  |                  |                  |  |   |                   |                |                   |                |     |       |            |       |
|  | 5                | 5                | JPN Japão         | 206                | JPN Japão | 207              |                  |                  |  |   |                   |                |                   |                |     |       |            |       |
|  | 5                |                  |                   |                    | JPN Japão | 207              |                  |                  |  |   |                   |                |                   |                |     |       |            |       |
|  | 12               | UKR Ucrânia      | 192               |                    |           |                  |                  |                  |  |   |                   |                |                   |                |     |       |            |       |
|  | 12               | UKR Ucrânia      | 192               |                    | 5         | JPN Japão        | 219              |                  |  |   |                   |                |                   |                |     |       |            |       |
|  |                  |                  |                   |                    | 5         | JPN Japão        | 219              |                  |  |   |                   |                |                   |                |     |       |            |       |
|  |                  |                  | 4                 | MEX México         | 209       |                  |                  |                  |  |   |                   |                |                   |                |     |       |            |       |
|  |                  |                  | 4                 | MEX México         | 209       |                  |                  |                  |  |   |                   |                |                   |                |     |       |            |       |
|  |                  |                  |                   |                    |           |                  |                  |                  |  |   |                   |                |                   |                |     |       |            |       |
|  |                  |                  |                   |                    |           |                  |                  |                  |  |   |                   |                |                   |                |     |       |            |       |
|  |                  |                  |                   |                    |           |                  |                  |                  |  |   |                   | 1              | KOR Coreia do Sul | 210            |     |       |            |       |
|  |                  |                  |                   |                    |           |                  |                  |                  |  |   |                   |                |                   |                |     |       |            |       |
|  |                  | 7                | CHN China         | 209                |           |                  |                  |                  |  |   |                   |                |                   |                |     |       |            |       |
|  |                  | 7                | CHN China         | 209                |           |                  |                  |                  |  |   |                   |                |                   |                |     |       |            |       |
|  |                  |                  |                   |                    |           |                  |                  |                  |  |   |                   |                |                   |                |     |       |            |       |
|  |                  |                  |                   |                    |           |                  |                  |                  |  |   |                   |                |                   |                |     |       |            |       |
|  |                  | 3                | TPE Taipé Chinês  | 216(26)            |           |                  |                  |                  |  |   | Terceiro lugar    | Terceiro lugar | Terceiro lugar    | Terceiro lugar |     |       |            |       |
|  |                  |                  |                   | 216(26)            |           |                  |                  |                  |  |   | Terceiro lugar    | Terceiro lugar | Terceiro lugar    | Terceiro lugar |     |       |            |       |
|  |                  |                  | 6                 | RUS Rússia         | 216(28)   |                  |                  |                  |  |   |                   |                |                   |                |     |       |            |       |
|  | 11               | GBR Grã-Bretanha | 6                 | RUS Rússia         | 216(28)   | 208              |                  |                  |  |   |                   |                | 5                 | JPN Japão      | 209 |       |            |       |
|  | 11               | GBR Grã-Bretanha |                   |                    |           | 208              |                  |                  |  |   |                   |                | 5                 | JPN Japão      | 209 |       |            |       |
|  | 6                | RUS Rússia       | 215               |                    |           |                  |                  |                  |  |   |                   |                |                   |                |     | 6     | RUS Rússia | 207   |
|  | 6                | RUS Rússia       | 215               |                    |           |                  |                  |                  |  | 6 | RUS Rússia        | 207            |                   |                |     | 6     | RUS Rússia | 207   |
|  |                  |                  |                   |                    |           |                  |                  |                  |  | 6 | RUS Rússia        | 207            |                   |                |     |       |            |       |
|  |                  | 7                | CHN China         | 208                |           |                  |                  |                  |  |   |                   |                |                   |                |     |       |            |       |
|  | 7                | 7                | CHN China         | 208                | CHN China | 200              |                  |                  |  |   |                   |                |                   |                |     |       |            |       |
|  | 7                |                  |                   |                    | CHN China | 200              |                  |                  |  |   |                   |                |                   |                |     |       |            |       |
|  | 10               | ITA Itália       | 199               |                    |           |                  |                  |                  |  |   |                   |                |                   |                |     |       |            |       |
|  | 10               | ITA Itália       | 199               |                    | 7         | CHN China        | 218              |                  |  |   |                   |                |                   |                |     |       |            |       |
|  |                  |                  |                   |                    | 7         | CHN China        | 218              |                  |  |   |                   |                |                   |                |     |       |            |       |
|  |                  |                  | 2                 | USA Estados Unidos | 213       |                  |                  |                  |  |   |                   |                |                   |                |     |       |            |       |
|  |                  |                  | 2                 | USA Estados Unidos | 213       |                  |                  |                  |  |   |                   |                |                   |                |     |       |            |       |
|  |                  |                  |                   |                    |           |                  |                  |                  |  |   |                   |                |                   |                |     |       |            |       |